# Qualificazioni al campionato europeo femminile under 19 di calcio 2017
Le qualificazioni al campionato europeo femminile under 19 di calcio 2017 sono state un torneo organizzato dall'Union of European Football Associations (UEFA) riservato alle nazionali di calcio femminile atto a determinare le squadre che avrebbero affiancato l'Irlanda del Nord nella fase finale del campionato europeo femminile under 19 di calcio 2017.
Esclusa l'Irlanda del Nord in quanto nazione organizzatrice, 45 delle rimanenti 54 nazionali femminili UEFA sono state ammesse al torneo. Le giocatrici ammesse dovevano essere nate il od oltre la data del 1º gennaio 1998.

## Gruppi
Gli orari sono CEST (UTC+2), elencati dalla UEFA (l'ora locale, se diversa, è tra parentesi).

### Gruppo 1
| Pos. | Squadra  | Pt | G | V | N | P | GF | GS | DR  |
| ---- | -------- | -- | - | - | - | - | -- | -- | --- |
| 1.   | Polonia  | 9  | 3 | 3 | 0 | 0 | 8  | 0  | +8  |
| 2.   | Norvegia | 6  | 3 | 2 | 0 | 1 | 15 | 2  | +13 |
| 3.   | Romania  | 3  | 3 | 1 | 0 | 2 | 7  | 9  | -2  |
| 4.   | Armenia  | 0  | 3 | 0 | 0 | 3 | 0  | 19 | -19 |

#### Risultati
| Arbitro: | Melis Özçiğdem |

|                                                                             |           |  |
| Nautnes 6’, 17’, 29’ Kvernvolden 16’ Rasmussen 42’ Haug 71’, 90+1’ Sand 88’ | Marcatori |  |

| Arbitro: | Olga Tereshko |

|                                |           |  |
| Jędrzejewicz 47’ Ratajczyk 70’ | Marcatori |  |

| Arbitro: | Ana Aguiar |

|  |           |                                     |
|  | Marcatori | 35’ (rig.) Parczewska 49’ Grabowska |

| Arbitro: | Olga Tereshko |

|                                                                   |           |  |
| Bartalis 23’ Petre 31’ Ambruș 40’ Ciolacu 51’, 72’ Boroș 63’, 75’ | Marcatori |  |

| Arbitro: | Ana Aguiar |

|  |           |                                                                                       |
|  | Marcatori | 7’ Maanum 25’ Kvernvolden 36’ Wilmann 41’ (aut.) Gered 48’, 74’ Norheim 59’ Ellingsen |

| Arbitro: | Melis Özçiğdem |

|  |           |                                                        |
|  | Marcatori | 22’ Grabowska 27’ Woś 77’ Jędrzejewicz 90+5’ Olszewska |

### Gruppo 2
| Pos. | Squadra   | Pt | G | V | N | P | GF | GS | DR  |
| ---- | --------- | -- | - | - | - | - | -- | -- | --- |
| 1.   | Irlanda   | 9  | 3 | 3 | 0 | 0 | 14 | 0  | +14 |
| 2.   | Italia    | 6  | 3 | 2 | 0 | 1 | 10 | 2  | +8  |
| 3.   | Galles    | 3  | 3 | 1 | 0 | 2 | 2  | 8  | -6  |
| 4.   | Macedonia | 0  | 3 | 0 | 0 | 3 | 0  | 16 | -16 |

#### Risultati
| Arbitro: | Virginie Derouaux |

|                                                                                     |           |  |
| Kiernan 10’, 45’, 63’, 74’ Prior 19’, 58’ Finn 24’ Kavanagh 67’, 90’ Ryan-Doyle 69’ | Marcatori |  |

| Arbitro: | Dimitrina Milkova |

|  |           |                                                                   |
|  | Marcatori | 12’ Serturini 33’, 70’, 84’, 86’ Del Stabile 76’ (aut.) Lancaster |

| Arbitro: | Tess Olofsson |

|                  |           |  |
| Kiernan 25’, 46’ | Marcatori |  |

| Arbitro: | Dimitrina Milkova |

|                                                 |           |  |
| Serturini 7’ Cantore 70’ Santoro 74’ Caruso 85’ | Marcatori |  |

| Arbitro: | Tess Olofsson |

|  |           |                        |
|  | Marcatori | 33’ Noonan 58’ Moloney |

| Arbitro: | Virginie Derouaux |

|  |           |                                        |
|  | Marcatori | 86’ (aut.) Kitanova 90’ (rig.) Chivers |

### Gruppo 3
| Pos. | Squadra     | Pt | G | V | N | P | GF | GS | DR  |
| ---- | ----------- | -- | - | - | - | - | -- | -- | --- |
| 1.   | Belgio      | 9  | 3 | 3 | 0 | 0 | 14 | 2  | +12 |
| 2.   | Austria     | 4  | 3 | 1 | 1 | 1 | 4  | 2  | +2  |
| 3.   | Bielorussia | 4  | 3 | 1 | 1 | 1 | 5  | 4  | +1  |
| 4.   | Lituania    | 0  | 3 | 0 | 0 | 3 | 1  | 16 | -15 |

#### Risultati
| Orša 20 ottobre 2016, ore 15:00 CEST | Bielorussia         | 0 – 0 referto | Austria | City Stadium\| Arbitro: \| Elvira Nurmustafina \| |
| Arbitro:                             | Elvira Nurmustafina |               |         |                                                   |

| Arbitro: | Ivana Vlaić |

|                                                                                            |           |  |
| Van Belle 9’ Missipo 29’, 78’ Minnaert 30’, 53’ Abdulai Toloba 51’ Dhont 58’ Guns 72’, 88’ | Marcatori |  |

| Arbitro: | Elvira Nurmustafina |

|                                                  |           |                       |
| Gorniak 3’ (rig.) Henneuse 19’ Asselberghs 90+3’ | Marcatori | 89’ (rig.) Kazakevich |

| Arbitro: | Eleni Antoniou |

|                                  |           |  |
| Klein 33’ Pinther 36’ Pireci 67’ | Marcatori |  |

| Arbitro: | Eleni Antoniou |

|              |           |               |
| Krumböck 50’ | Marcatori | Guns 23’, 40’ |

| Arbitro: | Ivana Vlaić |

|                |           |                                           |
| Gedminaitė 61’ | Marcatori | 13’ Lodyga 22’, 87’ Kubichnaya 44’ Zhitko |

### Gruppo 4
| Pos. | Squadra | Pt | G | V | N | P | GF | GS | DR  |
| ---- | ------- | -- | - | - | - | - | -- | -- | --- |
| 1.   | Serbia  | 9  | 3 | 3 | 0 | 0 | 15 | 0  | +15 |
| 2.   | Scozia  | 6  | 3 | 2 | 0 | 1 | 19 | 3  | +16 |
| 3.   | Albania | 3  | 3 | 1 | 0 | 2 | 2  | 20 | -18 |
| 4.   | Cipro   | 0  | 3 | 0 | 0 | 3 | 0  | 13 | -13 |

#### Risultati
| Arbitro: | Cathrine Eide |

|  |           |                               |
|  | Marcatori | 17’ Poljak 66’, 83’ Savanović |

| Arbitro: | Valentina Garoffolo |

|                                                                                         |           |  |
| Cuthbert 3’, 15’, 30’, 48’, 63’ Hanson 32’, 38’ Adams 34’ Kerr 67’ Cornet 87’ Boyce 90’ | Marcatori |  |

| Arbitro: | Kateryna Zora |

|                                                                           |           |  |
| Gallacher 33’, 61’ Whyte 56’, 66’ Brown 64’ Boyce 69’ Cornet 79’ Kerr 80’ | Marcatori |  |

| Arbitro: | Cathrine Eide |

|                                                                                                  |           |  |
| Mišeljić 25’ (rig.) Savanović 28’ Filipović 71’, 86’, 87’ Ivanović 80’, 88’, 90+5’ Kovačević 84’ | Marcatori |  |

| Durazzo 19 settembre 2016, ore 14:00 | Serbia        | 3 – 0 A tavolino referto | Scozia | Stadio Niko Dovana\| Arbitro: \| Kateryna Zora \| |
| Arbitro:                             | Kateryna Zora |                          |        |                                                   |

La partita Serbia-Scozia non è stata giocata come previsto a causa di un malore all'interno della squadra scozzese. La partita è stata assegnata dalla UEFA come vittoria 3-0 per la Serbia a causa del "rifiuto di giocare" della Scozia.
| Arbitro: | Valentina Garoffolo |

|                   |           |  |
| Koldashi 21’, 34’ | Marcatori |  |

### Gruppo 5
| Pos. | Squadra  | Pt | G | V | N | P | GF | GS | DR |
| ---- | -------- | -- | - | - | - | - | -- | -- | -- |
| 1.   | Slovenia | 7  | 3 | 2 | 1 | 0 | 6  | 2  | +4 |
| 2.   | Russia   | 4  | 3 | 1 | 1 | 1 | 7  | 7  | 0  |
| 3.   | Grecia   | 3  | 3 | 1 | 0 | 2 | 3  | 6  | -3 |
| 4.   | Israele  | 2  | 3 | 0 | 2 | 1 | 1  | 2  | -1 |

#### Risultati
| Arbitro: | Rebecca Welch |

|                      |           |             |
| Voloshina 85’ (rig.) | Marcatori | 64’ Cabrera |

| Arbitro: | Ivana Martinčić |

|  |           |                              |
|  | Marcatori | 45+1’ Bratuša} 68’ Pleterski |

| Arbitro: | Elia Martínez |

|                                                 |           |                                  |
| Bespalikova 1’, 82’ Zarubina 9’ Kuropatkina 50’ | Marcatori | 73’, 90+1’ (rig.) Chatzīnikolaou |

| Lendava 10 settembre 2016, ore 15:30 | Slovenia        | 0 – 0 referto | Israele | Lendava Sports Park\| Arbitro: \| Ivana Martinčić \| |
| Arbitro:                             | Ivana Martinčić |               |         |                                                      |

| Arbitro: | Elia Martínez |

|                                    |           |                                    |
| Kolbl 34’, 57’ Godina 50’ Turk 54’ | Marcatori | 36’ Yakovleva 86’ (rig.) Voloshina |

| Arbitro: | Rebecca Welch |

|  |           |             |
|  | Marcatori | 65’ Giannou |

### Gruppo 6
| Pos. | Squadra    | Pt | G | V | N | P | GF | GS | DR  |
| ---- | ---------- | -- | - | - | - | - | -- | -- | --- |
| 1.   | Finlandia  | 9  | 3 | 3 | 0 | 0 | 18 | 0  | +18 |
| 2.   | Islanda    | 6  | 3 | 2 | 0 | 1 | 15 | 3  | +12 |
| 3.   | Fær Øer    | 3  | 3 | 1 | 0 | 2 | 2  | 13 | -11 |
| 4.   | Kazakistan | 0  | 3 | 0 | 0 | 3 | 0  | 19 | -19 |

#### Risultati
| Arbitro: | Viola Raudziņa |

|                                                           |           |  |
| Ikonen 4’ Ketola 7’, 11’, 48’ Tulkki 32’, 80’ Mikkola 87’ | Marcatori |  |

| Arbitro: | Andromachi Tsiofliki |

|  |           |                                                                         |
|  | Marcatori | 26’, 36’ Albertsdóttir 42’ Pálsdóttir 90’ Thorisson 90+4’ G. Árnadóttir |

| Arbitro: | Andromachi Tsiofliki |

| |           |  |
| Pétursdóttir 41’, 50’, 80’, 90+2’ Magnúsdóttir 52’ Albertsdóttir 63’, 73’, 85’, 90+4’ Halldórsdóttir 66’ | Marcatori |  |

| Arbitro: | Barbara Poxhofer |

|                                                                             |           |  |
| Tulkki 7’, 18’ Peuhkurinen 15’, 67’, 81’ Rantala 28’, 33’ Ketola 51’ (rig.) | Marcatori |  |

| Arbitro: | Barbara Poxhofer |

|  |           |                                   |
|  | Marcatori | 15’ Lehtola 32’ Ketola 86’ Ikonen |

| Arbitro: | Viola Raudziņa |

|  |           |                           |
|  | Marcatori | 27’ Lakjuni 79’ Hummeland |

### Gruppo 7
| Pos. | Squadra              | Pt | G | V | N | P | GF | GS | DR |
| ---- | -------------------- | -- | - | - | - | - | -- | -- | -- |
| 1.   | Svezia               | 9  | 3 | 3 | 0 | 0 | 10 | 1  | +9 |
| 2.   | Portogallo           | 6  | 3 | 2 | 0 | 1 | 5  | 1  | +4 |
| 3.   | Bosnia ed Erzegovina | 3  | 3 | 1 | 0 | 2 | 2  | 8  | -6 |
| 4.   | Georgia              | 0  | 3 | 0 | 0 | 3 | 0  | 7  | -7 |

#### Risultati
| Arbitro: | Rachel Cohen |

|                                                     |           |  |
| Westin 17’ Strömblad 29’ Olofsson 62’ Ollerstam 86’ | Marcatori |  |

| Arbitro: | Lois Otte |

|  |           |                                             |
|  | Marcatori | 13’ Monteiro 40’ (rig.) Cheganças 64’ Amado |

| Arbitro: | Sarah Garratt |

|                                                   |           |           |
| Simonsson 31’ Lilja 56’, 90+3’ Westin 66’ Hed 82’ | Marcatori | 21’ Medić |

| Arbitro: | Lois Otte |

|                          |           |  |
| Besugo 34’ Cheganças 58’ | Marcatori |  |

| Arbitro: | Sarah Garratt |

|  |           |         |
|  | Marcatori | 67’ Hed |

| Arbitro: | Rachel Cohen |

|  |           |             |
|  | Marcatori | 90’ Bagarić |

### Gruppo 8
| Pos. | Squadra     | Pt | G | V | N | P | GF | GS | DR  |
| ---- | ----------- | -- | - | - | - | - | -- | -- | --- |
| 1.   | Spagna      | 9  | 3 | 3 | 0 | 0 | 30 | 0  | +30 |
| 2.   | Ucraina     | 6  | 3 | 2 | 0 | 1 | 7  | 8  | -1  |
| 3.   | Azerbaigian | 3  | 3 | 1 | 0 | 2 | 5  | 9  | −4  |
| 4.   | Lettonia    | 0  | 3 | 0 | 0 | 3 | 2  | 27 | -25 |

#### Risultati
| Arbitro: | Chryso Georgiou |

| |           |  |
| Oroz 25’, 38’, 90+3’ García 33’, 36’, 51’, 70’ Guijarro 45’, 65’ Bonmatí 61’, 75’, 84’ Menayo 71’, 87’ Montilla 81’ Azcona 82’, 90+2’ Ņikitina 90+1’ (aut.) | Marcatori |  |

| Arbitro: | Cristina Bujor |

|                |           |                            |
| Bakarandze 13’ | Marcatori | 26’ Rybalkina 62’ Shevchuk |

| Arbitro: | Graziella Pirriatore |

|                                                               |           |  |
| Sierra 24’, 58’, 77’ García 31’, 85’ Bonmatí 56’ Guijarro 61’ | Marcatori |  |

| Arbitro: | Cristina Bujor |

|                                                          |           |                         |
| Polyukhovych 36’ Kumeda 57’ Shevchuk 63’ Hryb 81’, 90+2’ | Marcatori | 26’ Krūmiņa 90+1’ Štube |

| Arbitro: | Graziella Pirriatore |

|  |           |                                                          |
|  | Marcatori | 31’ García 41’ Montagut 63’ Mérida 67’ Portales 84’ Oroz |

| Arbitro: | Chryso Georgiou |

|  |           |                                                     |
|  | Marcatori | 15’, 50’ M. Ozdemir 27’ Mollayeva 44’ Mammadaliyeva |

### Gruppo 9
| Pos. | Squadra   | Pt | G | V | N | P | GF | GS | DR  |
| ---- | --------- | -- | - | - | - | - | -- | -- | --- |
| 1.   | Rep. Ceca | 7  | 3 | 2 | 1 | 0 | 19 | 3  | +16 |
| 2.   | Svizzera  | 7  | 3 | 2 | 1 | 0 | 17 | 3  | +14 |
| 3.   | Croazia   | 3  | 3 | 1 | 0 | 2 | 2  | 17 | -15 |
| 4.   | Estonia   | 0  | 3 | 0 | 0 | 3 | 1  | 16 | -15 |

#### Risultati
| Arbitro: | Yuliya Larionova |

|  |           |                                                                       |
|  | Marcatori | 12’, 22’ Veselá 30’ Skálová 42’ (rig.), 49’, 65’ Dubcová 64’ Vojtková |

La partita Croazia-Repubblica Ceca è terminata con il punteggio di 0–7 prima che venisse assegnata una vittoria predefinita.
| Arbitro: | Cheryl Foster |

|                                                                  |           |  |
| Surdez 44’ Lehmann 50’ Ahmedova 66’ (aut.) Schegg 71’ Mégroz 82’ | Marcatori |  |

| Arbitro: | Tania Fernandes Morais |

|                                                                                      |           |  |
| Lehmann 10’, 37’, 54’ Schegg 11’, 49’ Hamidi 45’ Mégroz 45+1’, 79’ (rig.) Surdez 80’ | Marcatori |  |

| Arbitro: | Yuliya Larionova |

|                                                                                               |           |  |
| Ducháčková 15’ Čížková 23’, 90+2’ Dubcová 34’ Janíková 54’ Karasová 68’, 70’ Skálová 69’, 75’ | Marcatori |  |

| Arbitro: | Tania Fernandes Morais |

|                                    |           |                                     |
| Veselá 20’ Klímová 24’ Dubcová 60’ | Marcatori | 13’ Lehmann 31’ Mégroz 41’ Reuteler |

| Arbitro: | Cheryl Foster |

|                          |           |                              |
| Pušelj Drezga 29’ (aut.) | Marcatori | 43’ Schafer-Hansen 65’ Balić |

### Gruppo 10
| Pos. | Squadra     | Pt | G | V | N | P | GF | GS | DR  |
| ---- | ----------- | -- | - | - | - | - | -- | -- | --- |
| 1.   | Paesi Bassi | 9  | 3 | 3 | 0 | 0 | 21 | 1  | +20 |
| 2.   | Turchia     | 4  | 3 | 1 | 1 | 1 | 16 | 3  | +13 |
| 3.   | Bulgaria    | 4  | 3 | 1 | 1 | 1 | 6  | 5  | +1  |
| 4.   | Moldavia    | 0  | 3 | 0 | 0 | 3 | 0  | 34 | -34 |

#### Risultati
| Arbitro: | Knarik Grigoryan |

|                                                               |           |  |
| Noordam 32’, 35’, 38’ Weerden 45+2’ Sabajo 82’ De Sanders 86’ | Marcatori |  |

| Arbitro: | Désirée Grundbacher |

|  |           |           |
|  | Marcatori | 70’ Koçer |

| Arbitro: | Julia-Stefanie Baier |

|                                           |           |  |
| Sabajo 37’, 43’ Kenton 59’ Van Dooren 69’ | Marcatori |  |

| Arbitro: | Désirée Grundbacher |

|                                      |           |  |
| Civelek 45+1’ Türkoğlu 59’ Koçer 67’ | Marcatori |  |

| Arbitro: | Julia-Stefanie Baier |

|  |           |            |
|  | Marcatori | 7’ Weerden |

| Arbitro: | Knarik Grigoryan |

|               |           |  |
| Petrova 90+2’ | Marcatori |  |

### Gruppo 11
| Pos. | Squadra    | Pt | G | V | N | P | GF | GS | DR  |
| ---- | ---------- | -- | - | - | - | - | -- | -- | --- |
| 1.   | Ungheria   | 7  | 3 | 2 | 1 | 0 | 9  | 1  | +8  |
| 2.   | Danimarca  | 6  | 3 | 2 | 0 | 1 | 17 | 3  | +14 |
| 3.   | Slovacchia | 4  | 3 | 1 | 1 | 1 | 6  | 13 | -7  |
| 4.   | Montenegro | 0  | 3 | 0 | 0 | 3 | 2  | 17 | -15 |

#### Risultati
| Arbitro: | Nelli Stepanyan |

|                                                                                    |           |  |
| Møller Thomsen 23’ Nielsen 43’, 57’ Gejl 44’ Meldgaard Petersen 60’ Bruun 63’, 87’ | Marcatori |  |

| Arbitro: | Marta Huerta de Aza |

|             |           |                 |
| Sluková 86’ | Marcatori | 66’ Krascsenics |

| Arbitro: | Justina Lavrenovaitė |

|                                                                                               |           |            |
| Gejl 10’ Møller 38’, 42’, 74’ Bruun 48’ (rig.), 83’ K. Holmgaard 51’, 80’ Svava 67’ Frank 90’ | Marcatori | 30’ Fabová |

| Arbitro: | Marta Huerta De Aza |

|                                                         |           |  |
| Gelb 15’, 43’ Krascsenics 19’ Csigi 54’ Gruber 64’, 66’ | Marcatori |  |

| Arbitro: | Justina Lavrenovaitė |

|                   |           |  |
| Gelb 70’ Süle 73’ | Marcatori |  |

| Arbitro: | Nelli Stepanyan |

|                         |           |                                              |
| Vraneš 36’ Stanović 44’ | Marcatori | 22’ Šurnovská 70’, 71’ Mikolajová 82’ Fabová |

### Raffronto tra le terze classificate
Per determinare le dieci migliori seconde classificate del turno di qualificazione che accedono al turno élite, vengono presi in considerazione solo i risultati delle squadre al secondo posto contro le squadre al primo e al terzo posto nel loro gruppo.
| Pos | Gr | Squadra    | Pt | G | V | N | P | GF | GS | DR |
| --- | -- | ---------- | -- | - | - | - | - | -- | -- | -- |
| 1.  | 9  | Svizzera   | 4  | 2 | 1 | 1 | 0 | 12 | 3  | +9 |
| 2.  | 4  | Scozia     | 3  | 2 | 1 | 0 | 1 | 11 | 3  | +8 |
| 3.  | 11 | Danimarca  | 3  | 2 | 1 | 0 | 1 | 10 | 3  | +7 |
| 4.  | 1  | Norvegia   | 3  | 2 | 1 | 0 | 1 | 7  | 2  | +5 |
| 5.  | 2  | Italia     | 3  | 2 | 1 | 0 | 1 | 6  | 2  | +4 |
| 6.  | 6  | Islanda    | 3  | 2 | 1 | 0 | 1 | 5  | 3  | +2 |
| 7.  | 7  | Portogallo | 3  | 2 | 1 | 0 | 1 | 3  | 1  | +2 |
| 8.  | 10 | Turchia    | 3  | 2 | 1 | 0 | 1 | 3  | 1  | +2 |
| 9.  | 5  | Russia     | 3  | 2 | 1 | 0 | 1 | 6  | 6  | 0  |
| 10. | 8  | Ucraina    | 3  | 2 | 1 | 0 | 1 | 2  | 6  | −4 |
| 11. | 3  | Austria    | 1  | 2 | 0 | 1 | 1 | 1  | 2  | −1 |

## Fase élite

### Sorteggio
Il sorteggio per la fase élite si è tenuto l'11 novembre 2016, alle ore 11:00 CET (UTC+1), presso la sede UEFA di Nyon, Svizzera.
Le squadre sono state classificate in base ai risultati del turno di qualificazione. Le nazionali di Francia, Inghilterra e Germania, che hanno avuto accesso al turno élite, sono state automaticamente inserite nella fascia A. Ogni gruppo conteneva una squadra della fascia A, una squadra della fascia B, una squadra della fascia C e una squadra della fascia D. Per le squadre presenti nello stesso gruppo del turno di qualificazione si è evitato di inserirle nello stesso gruppo anche nella nuova fase.
| Fascia A                                             | Fascia B                                            | Fascia C                                             | Fascia D                                         |
| ---------------------------------------------------- | --------------------------------------------------- | ---------------------------------------------------- | ------------------------------------------------ |
| Francia Inghilterra Germania Spagna Finlandia Serbia | Irlanda Belgio Paesi Bassi Svezia Polonia Rep. Ceca | Svizzera Ungheria Slovenia Scozia Danimarca Norvegia | Islanda Italia Portogallo Turchia Ucraina Russia |

### Gruppi

#### Gruppo 1
| Pos. | Squadra  | Pt | G | V | N | P | GF | GS | DR |
| ---- | -------- | -- | - | - | - | - | -- | -- | -- |
| 1.   | Spagna   | 9  | 3 | 3 | 0 | 0 | 9  | 2  | +7 |
| 2.   | Belgio   | 6  | 3 | 2 | 0 | 1 | 7  | 3  | +4 |
| 3.   | Ungheria | 3  | 3 | 1 | 0 | 2 | 1  | 6  | −5 |
| 4.   | Russia   | 0  | 3 | 0 | 0 | 3 | 1  | 7  | −6 |

##### Risultati
| Arbitro: | Solen Dallongeville |

|                                            |           |                 |
| García 36’ (rig.) Bonmatí 45’ Guijarro 47’ | Marcatori | 64’ Kuropatkina |

| Arbitro: | Cheryl Foster |

|  |           |                         |
|  | Marcatori | 30’, 65’ Guns 67’ Dhont |

| Arbitro: | Julia-Stefanie Baier |

|                                          |           |  |
| Egurrola 27’ García 35’ Marcos Moral 78’ | Marcatori |  |

| Arbitro: | Cheryl Foster |

|                                       |           |  |
| Guns 14’ Abdulai Toloba 32’ Dhont 66’ | Marcatori |  |

La partita Belgio-Russia si era conclusa con il risultato di 3-0 prima che fosse assegnata la vittoria a tavolino.
| Arbitro: | Julia-Stefanie Baier |

|             |           |                           |
| Dhont 90+2’ | Marcatori | 48’, 71’ García 54’ Ramos |

| Arbitro: | Solen Dallongeville |

|  |           |                |
|  | Marcatori | 6’ Krascsenics |

#### Gruppo 2
| Pos. | Squadra     | Pt | G | V | N | P | GF | GS | DR  |
| ---- | ----------- | -- | - | - | - | - | -- | -- | --- |
| 1.   | Inghilterra | 9  | 3 | 3 | 0 | 0 | 12 | 0  | +12 |
| 2.   | Danimarca   | 6  | 3 | 2 | 0 | 1 | 10 | 2  | +8  |
| 3.   | Turchia     | 1  | 3 | 0 | 1 | 2 | 2  | 10 | −8  |
| 4.   | Rep. Ceca   | 1  | 3 | 0 | 1 | 2 | 2  | 14 | −12 |

##### Risultati
| Arbitro: | María Dolores Martinez Madrona |

|                                  |           |  |
| Сross 19’ Brazil 22’ Stanway 77’ | Marcatori |  |

| Arbitro: | Olga Tereshko |

|                                                  |           |  |
| Gejl 11’, 16’ Møller 33’ (rig.) Hovmark 64’, 83’ | Marcatori |  |

| Arbitro: | Lois Otte |

|                          |           |  |
| Finnigan 48’ Stanway 80’ | Marcatori |  |

| Arbitro: | Olga Tereshko |

|                           |           |                  |
| Kodadová 9’ Skálová 90+1’ | Marcatori | 39’, 57’ Civelek |

| Arbitro: | Lois Otte |

|  |           |                                                         |
|  | Marcatori | 18’, 38’, 39’ Rouse 22’, 90’ Dean 26’ Stanway 67’ Cross |

| Arbitro: | María Dolores Martinez Madrona |

|  |           |                                                   |
|  | Marcatori | 9’, 72’ Holt Andersen 44’, 56’ Hovmark 54’ Møller |

#### Gruppo 3
| Pos. | Squadra     | Pt | G | V | N | P | GF | GS | DR  |
| ---- | ----------- | -- | - | - | - | - | -- | -- | --- |
| 1.   | Paesi Bassi | 7  | 3 | 2 | 1 | 0 | 10 | 0  | +10 |
| 2.   | Francia     | 7  | 3 | 2 | 1 | 0 | 7  | 1  | +6  |
| 3.   | Portogallo  | 1  | 3 | 0 | 1 | 2 | 2  | 9  | −7  |
| 4.   | Slovenia    | 1  | 3 | 0 | 1 | 2 | 1  | 10 | −9  |

##### Risultati
| Arbitro: | Irina Lyussina |

|                                         |           |                    |
| Boussaha 70’ Fercocq 80’ De Almeida 87’ | Marcatori | 56’ Ferreira Silva |

| Arbitro: | Tess Olofsson |

|  |           |                                                       |
|  | Marcatori | 9’ Doejaaren 42’ Weerden 45+4’, 53’, 72’ (rig.) Smits |

| Arbitro: | Justina Lavrenovaite |

|                                              |           |  |
| Diop 31’ Boussaha 36’ Pierel 42’ (rig.), 56’ | Marcatori |  |

| Arbitro: | Tess Olofsson |

|                                                |           |  |
| Smits 37’, 82’ Van Deursen 62’ Sabajo 66’, 79’ | Marcatori |  |

| Putten 11 aprile 2017, ore 19:00 | Paesi Bassi          | 0 – 0 referto | Francia | Sportpark Puttereng\| Arbitro: \| Justina Lavrenovaite \| |
| Arbitro:                         | Justina Lavrenovaite |               |         |                                                           |

| Arbitro: | Irina Lyussina |

|            |           |             |
| Besugo 24’ | Marcatori | 90+1’ Kolbl |

#### Gruppo 4
| Pos. | Squadra   | Pt | G | V | N | P | GF | GS | DR  |
| ---- | --------- | -- | - | - | - | - | -- | -- | --- |
| 1.   | Scozia    | 9  | 3 | 3 | 0 | 0 | 9  | 2  | +7  |
| 2.   | Finlandia | 6  | 3 | 2 | 0 | 1 | 9  | 3  | +6  |
| 3.   | Irlanda   | 3  | 3 | 1 | 0 | 2 | 4  | 5  | -1  |
| 4.   | Ucraina   | 0  | 3 | 0 | 0 | 3 | 0  | 12 | -12 |

##### Risultati
| Arbitro: | Hristiana Guteva |

|                                             |           |  |
| Tulkki 17’, 47’ Rantala 26’, 77’ Ketola 54’ | Marcatori |  |

| Arbitro: | Angelika Söder |

|                            |           |              |
| Cuthbert 14’, 90+7’ (rig.) | Marcatori | 51’ Farrelly |

| Arbitro: | Ivana Martinčić |

|            |           |                               |
| Tulkki 56’ | Marcatori | 48’ Boyce 71’ (rig.) Cuthbert |

| Arbitro: | Angelika Soeder |

|                        |           |  |
| McCartan 1’ Noonan 89’ | Marcatori |  |

| Arbitro: | Ivana Martinčić |

|           |           |                                     |
| Prior 88’ | Marcatori | 26’ Ketola 57’ Summanen 61’ Rantala |

| Arbitro: | Hristiana Guteva |

|  |           |                                             |
|  | Marcatori | 13’, 60’ Boyce 34’, 61’ Cuthbert 58’ Cornet |

#### Gruppo 5
| Pos. | Squadra  | Pt | G | V | N | P | GF | GS | DR |
| ---- | -------- | -- | - | - | - | - | -- | -- | -- |
| 1.   | Italia   | 6  | 3 | 2 | 0 | 1 | 5  | 3  | +2 |
| 2.   | Norvegia | 4  | 3 | 1 | 1 | 1 | 5  | 4  | +1 |
| 3.   | Svezia   | 4  | 3 | 1 | 1 | 1 | 4  | 4  | 0  |
| 4.   | Serbia   | 3  | 3 | 1 | 0 | 2 | 2  | 5  | −3 |

##### Risultati
| Arbitro: | Karoline Wacker |

|  |           |                                        |
|  | Marcatori | 16’ Caruso 68’ Del Stabile 82’ Glionna |

| Arbitro: | Eleni Antoniou |

|                               |           |                     |
| Norheim 15’ Syrstad Engen 30’ | Marcatori | 48’, 90+2’ Kullashi |

| Arbitro: | Eleni Antoniou |

|                                |           |  |
| Piazza 35’ (aut.) Kullashi 54’ | Marcatori |  |

| Arbitro: | Vivian Peeters |

|  |           |                 |
|  | Marcatori | 5’, 54’ Norheim |

| Arbitro: | Vivian Peeters |

|  |           |                            |
|  | Marcatori | 63’ Filipović 80’ Ivanović |

| Arbitro: | Karoline Wacker |

|                                     |           |               |
| Glionna 78’ Mascarello 90+3’ (rig.) | Marcatori | 21’ Suphellen |

#### Gruppo 6
| Pos. | Squadra  | Pt | G | V | N | P | GF | GS | DR  |
| ---- | -------- | -- | - | - | - | - | -- | -- | --- |
| 1.   | Germania | 9  | 3 | 3 | 0 | 0 | 13 | 1  | +12 |
| 2.   | Polonia  | 4  | 3 | 1 | 1 | 1 | 3  | 8  | −5  |
| 3.   | Svizzera | 2  | 3 | 0 | 2 | 1 | 2  | 4  | −2  |
| 4.   | Islanda  | 1  | 3 | 0 | 1 | 2 | 3  | 8  | −5  |

##### Risultati
| Arbitro: | Valentina Finzi |

|                                          |           |  |
| Bühl 8’ Minge 52’ Gwinn 55’ Freigang 88’ | Marcatori |  |

| Sandersdorf-Brehna 7 giugno 2017, ore 18:00 | Svizzera          | 0 – 0 referto | Polonia | Stadion im Sport- und Freizeitzentrum\| Arbitro: \| Dimitrina Milkova \| |
| Arbitro:                                    | Dimitrina Milkova |               |         |                                                                          |

| Arbitro: | Viola Raudziņa |

|                                |           |  |
| Gwinn 60’ (rig.) Fellhauer 62’ | Marcatori |  |

| Arbitro: | Dimitrina Milkova |

|                            |           |                    |
| Lefeld 6’ Jędrzejewicz 81’ | Marcatori | 58’ Halldórsdóttir |

| Arbitro: | Viola Raudziņa |

|               |           |                                                                       |
| Grabowska 53’ | Marcatori | 24’, 56’, 59’ Freigang 28’, 82’ (rig.) Gwinn 43’ Siems 90+4’ Pawollek |

| Arbitro: | Valentina Finzi |

|                                     |           |                 |
| Halldórsdóttir 4’ K. Árnadóttir 89’ | Marcatori | 29’, 68’ Surdez |

### Raffronto tra le seconde classificate
Per determinare la migliore seconda squadra del turno élite che si qualifica per la fase finale, vengono presi in considerazione solo i risultati delle squadre seconde classificate contro le squadre prime e terze del loro gruppo.
| Pos | Gr | Squadra   | Pt | G | V | N | P | GF | GS | DR |
| --- | -- | --------- | -- | - | - | - | - | -- | -- | -- |
| 1.  | 3  | Francia   | 4  | 2 | 1 | 1 | 0 | 3  | 1  | +2 |
| 2.  | 2  | Danimarca | 3  | 2 | 1 | 0 | 1 | 5  | 2  | +3 |
| 3.  | 4  | Finlandia | 3  | 2 | 1 | 0 | 1 | 4  | 3  | +1 |
| 4.  | 1  | Belgio    | 3  | 2 | 1 | 0 | 1 | 4  | 3  | +1 |
| 5.  | 5  | Norvegia  | 1  | 2 | 0 | 1 | 1 | 3  | 4  | −1 |
| 6.  | 6  | Polonia   | 1  | 2 | 0 | 1 | 1 | 1  | 7  | −6 |

## Statistiche

### Classifica marcatrici
La seguente lista riporta le calciatrici che hanno segnato almeno 4 reti in tutte le fasi.
11 reti
- Lucía García

10 reti
- Erin Cuthbert

7 reti
- Celien Guns
- Juuli Ketola
- Emmaliina Tulkki

6 reti
- Agla María Albertsdóttir
- Leanne Kiernan

5 reti
- Kamila Dubcová
- Caroline Møller
- Jutta Rantala
- Sofia Del Stabile
- Quinty Sabajo
- Joëlle Smits
- Andrea Norheim
- Carla Boyce
- Aitana Bonmatí
- Alisha Lehmann

4 reti
- Elena Dhont
- Denisa Skálová
- Signe Bruun
- Mille Gejl
- Maria Hovmark
- Laura Freigang
- Giulia Gwinn
- Anna Rakel Pétursdóttir
- Tijana Filipović
- Miljana Ivanović
- Patricia Guijarro
- Maite Oroz
- Naomi Mégroz
- Camille Surdez

Fonte: UEFA.com